# Urbita Lake Railway
| Urbita Lake Railway                         | Urbita Lake Railway |
| ------------------------------------------- | ------------------- |
| Urbita Springs, San Bernardino, Kalifornien |                     |
| Streckenlänge:                              | 0,8 km              |
| Spurweite:                                  | 457 mm              |
|                                             |                     |

Die Urbita Lake Railway war eine 0,8 km (½ Meile) lange Parkeisenbahn im Maßstab 1:3 mit der Spurweite von 18 Zoll (457 mm), die von etwa 1910 bis mindestens August 1915 im Urbita Springs Park auf dem Gelände, auf dem seit 1966 das Inland Center Einkaufszentrum in San Bernardino, Kalifornien steht, betrieben wurde.

## Geschichte
Im Jahr 1910 übernahm die Pacific Electric Railway die San Bernardino Valley Traction Company und wurde dadurch auch Besitzer der Urbita Hot Springs. Zu diesem Zeitpunkt waren die Urbita Hot Springs ein profitables Geschäft, das 1901 ursprünglich von R. Paragette entwickelt worden war.

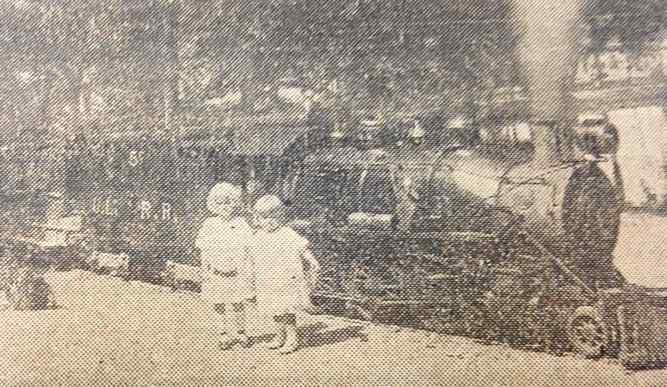
‘Buddy’ Courcy (rechts), der jüngste Eisenbahnpräsident, und sein Zug (1915)

Laut einem Zeitungsbericht war die Eisenbahn einzigartig, weil sie damals wohl mit dem zweijährigen Buster ‘Buddy’ Courcy den jüngsten Präsidenten und mit dem pensionierten Eisenbahnarbeiter Bill Simpson den ältesten Lokführer der Welt hatte.

## Lokomotive
Die von John J. Coit als Nr. 1903 erbaute Lokomotive war zuvor bereits auf der Long Beach and Asbury Park Railway, der Venice Miniature Railway und der Eastlake Park Scenic Railway betrieben worden. Die ölgefeuerte Dampflokomotive mit einer Länge über Kupplung von 19 Fuß (5,80 m) und einer Höhe von der Schienenoberkante bis zur Schornsteinoberkante von 1295 mm (51 Zoll) hatte die Achsfolge 2-6-0. Diese Lok besaß einige technische Innovationen wie Ventileinstellung ohne Exzenter, die das Einstellen und die Wartung der Ventile wesentlich vereinfachten. Die Lok besaß automatische Kupplungen und einen von John Coit zum Patent angemeldeten Ölbrenner.
Die Lok wog zusammen mit dem Tender 3.628 kg (8000 lb) und ohne Tender 2.328 kg (5.134 lb). Der Tender konnte 780 l (206 Gallonen) Wasser und 322 l (85 Gallonen) Heizöl aufnehmen. Das Gewicht der Lok wurde auf drei gekuppelte Antriebsachsen mit einem Durchmesser von 463 mm (18¼ Zoll) und eine Vorläufachse, deren Räder einen Durchmesser von 254 mm (10 Zoll) hatten, auf die Schienen übertragen. Der Kessel vom Typ Vanderbilt hatte bei einem Höchstdruck von 10 bar (150 psi) eine Leistung von 25 PS. Die Zylinder maßen 5×7 Zoll bei einem Hub von 1 Zoll. Die Lok hatte dadurch eine Zugkraft von 4,8 kN (1076 Pfund).